# Bulbophyllum unciniferum
Bulbophyllum unciniferum là một loài phong lan thuộc chi Bulbophyllum.